# Metopius austriacus
Metopius austriacus är en stekelart som beskrevs av Clement 1930. Metopius austriacus ingår i släktet Metopius och familjen brokparasitsteklar. Inga underarter finns listade i Catalogue of Life.